# リデリイン
リデリイン（英: riddelliine）は、ピロリジジンアルカロイドに分類される化合物である。Senecio riddelliiから初めて単離され、ヤコブボロギク、ノボロギク、その他のキオン属等の様々な植物でも見られる。
リデリインは、肉、穀物、種子、牛乳、ハーブティー、蜂蜜等の食物中にも夾雑物として含まれる。
リデリインは、発癌性物質であると疑われている。国際がん研究機関のIARC発がん性リスク一覧で、グループ2B（ヒトに対する発癌性が疑われる）に分類され、また米国国家毒性プログラムのReport on Carcinogensにも、ヒトにがんを引き起こすことが知られているまたは合理的に予測される物質として掲載されている。

## 構造と反応性

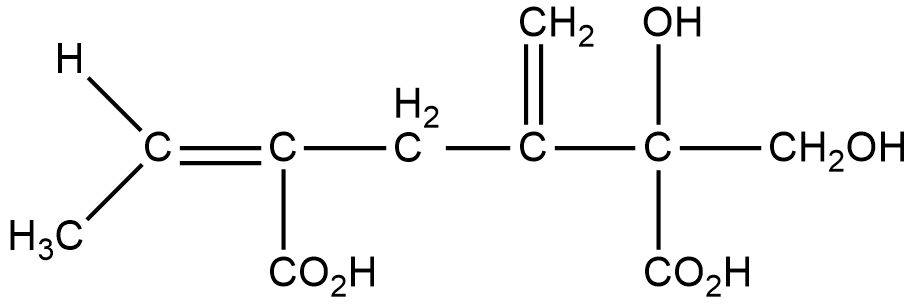
riddelliic acidの化学構造

リデリインは天然に産生するピロリジジンアルカロイドであり、ピロリジジンアルカロイドはタヌキマメ属、ワルタビラコ属、キオン属の植物によって産生される。リデリインは、レトロネシンとriddelliic acidの大員環ジエステルである。室温では無色から灰白色の結晶性固体であり、融点は197–198°Cである。クロロホルム、アセトン、エタノールに可溶性で、水には難溶である。固体状態では、室温、散光下で12か月以上安定である。リデリインのアルコール溶液または水溶液は、遮光下では室温で安定である。熱分解によって有毒な窒素酸化物ガスが発生する。

レトロネシンの化学構造

## 合成
リデリインはキオン属のさまざまな植物によって天然に産生される。特に、Senecio riddellii（Riddell's ragwort）は総重量の最大18%がリデリインとそのN-オキシド化物であるリデリイン-N-オキシドによって占められる。
他のピロリジジンアルカロイドと同様、リデリインの合成はオルニチンとアルギニンからレトロネシンへの転換を伴う。合成経路の追跡によって、アルギニン（またはその前駆体であるオルニチン）がプトレシンへと転換され、その後ホモスペルミジンへと転換されることが示されている。ホモスペルミジンはdialdehydeamineへと酸化され、分子内マンニッヒ反応によってトラケランタミジン（trachelanthamidine）が産生される。トラケランタミジンはスピニジン（supinidine）へ転換され、レトロネシンが産生される。レトロネシンはriddelliic acidと反応し、リデリインが産生される。

リデリインの化学合成経路はまだ確立されていない。

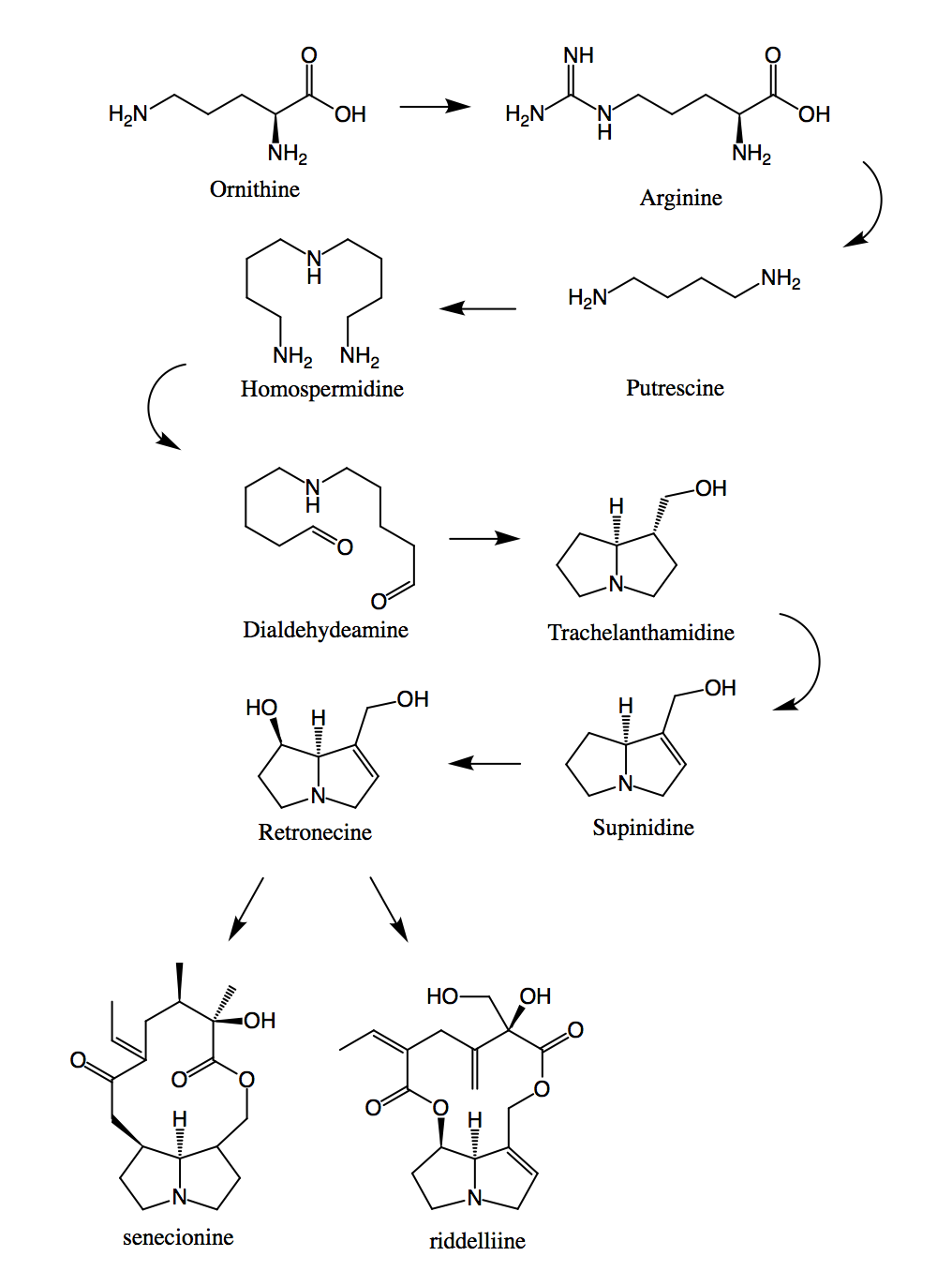
提唱されているピロリジジンアルカロイド（具体的にはリデリイン）の合成機構

## 機構
リデリイン自身に毒性はなく、肝臓での代謝産物がその毒性に寄与している。リデリインはリデリイン-N-オキシドへと代謝され、これもリデリインと同様毒性はなく、この経路は解毒反応であると考えられている。一方で、シトクロムP450によってリデリインからデヒドロリデリインが産生される。この細胞毒性のある中間体からは2つの経路が生じる可能性があるが、いずれも経路でもDNAの塩基と6,7-dihydro-7-hydroxy-1-hydroxymethyl-5H-pyrrolizine（DHP）が共有結合的な架橋を形成し、発がん性のあるDNA付加体が形成される。どちらの場合も、共有結合的に結合したDHP分子はさらに修飾されてより強固な共有結合が形成される。これまでに8種類のDHP-DNA付加体が同定されているが、そのすべてがリデリインの発がん性に寄与している。

## 毒性
リデリインはアメリカ合衆国西部に生育する植物から単離された物質で、遺伝毒性を有するピロリジジンアルカロイド（PA）の典型例である。ヒトのPAへの曝露は、コンフリーなどのハーブ系サプリメントや汚染された家畜製品（乳など）の消費を通じてなされる。PAは世界中の家畜や野生動物、ヒトに有害な植物の構成要素としておそらく最も一般的なものである。
リデリインはオスとメスのラットで発がん性の明確なエビデンスが示されているが、ヒトへの影響に関する研究は存在しない。リデリインが含まれるハーブの摂取後の急性肝中心静脈閉塞症が報告されている。他にも、PAの摂取によるヒトの中毒例はいくつか存在する。
- キダチルリソウ属の植物による中毒は中央アジアに特有であり、小麦に混入した種子によって引き起こされる。典型的な臨床像は、腹水、肝脾腫（英語版）、肝中心静脈閉塞症や他の肝機能の異常である。
- 南アフリカでは、"bread poisoning"と呼ばれる疾患が貧しいヨーロッパ系住民の間でみられ、強力粉用に加工された穀物にキオン属、タヌキマメ属の種子や花が混入していたことが原因であった[5]。
- ジャマイカでの肝中心静脈塞栓症のアウトブレイクは、小児のかぜの治療に用いられていた"bush tea"と呼ばれるハーブが原因であった。アメリカ合衆国南西部で飲まれるgordolobo yerbaと呼ばれるハーブティーも有毒なPAへの曝露の原因となる可能性がある[5]。

In vitroの系ではリデリインへの曝露によって、ヒトのリンパ球で姉妹染色分体交換が、ウシ腎上皮細胞でDNA-タンパク質間架橋が、細菌で遺伝子変異が引き起こされる。リデリインのヒトへの発がん性に関するデータは存在しないが、動物研究の結果から、ヒトに対する発がん性の可能性がある（Possibly Carcinogenic）ことを意味する、グループ2Bに分類されている。

## 動物への影響
リデリインは動物に有害であり、経口摂取が最も一般的な曝露手段である。特に、リデリインはラットとマウスに対して発がん性を示す。ラットでは、リデリインの経口投与は肝臓で血管肉腫、癌腫や腺腫、単核細胞白血病の増加をもたらす。マウスでは、リデリインの経口投与によってオスでは肝臓の血管肉腫が、メスでは気管支肺胞の腺腫と癌腫が引き起こされる。さらに、リデリインを5日から30日強制摂食させたラットとマウスでは、オスとメスの双方において培養肝細胞で不定期DNA合成（S期以外のDNA合成）がみられる。
リデリインはラットの肝臓の上皮細胞で変異を増加させることが観察されている。ある研究では、G:CからT:Aへの特徴的な核酸塩基のトランスバージョンが観察され、T:A量は対照群の9%からリデリイン処理群では17%に上昇することが観察されている。対照的に、対照群の全ての変異の54%を占めるG:CからA:Tへのトランジションはリデリイン処理群では40%に低下する。これらの結果は、ラット肝上皮細胞におけるリデリインの比較的高い変異原性が、その発がん性の部分的な要因となっている可能性を示唆している。強制経口投与したラットの肝臓DNA中のデヒドロレトロネシン-DNA付加体は、リデリインや関連ピロリジジンアルカロイドによる発がん性のバイオマーカーとして利用されている。
また、リデリインは齧歯類の発情周期を乱すことが知られている。
リデリインの毒性は細菌、特にサルモネラS. Typhimuriumで観察される。リデリインの曝露によって、細菌細胞に多くの変異が生じる。
動物での中毒の臨床的症状には、神経学的症状、消化管症状（下痢）、血液学的症状（高アンモニア血、溶血）がある。腹水も多くの場合に観察される。リデリインとそのN-オキシド化物のみを含むSenecio riddelliiで20日間飼養した仔牛は、死に至る前に体重低下、抑うつ、飼料摂取の減少、後肢の失調、腹水、浮腫の症状を示すことが報告されている。
顕微鏡観察によって、肝細胞の壊死、肝葉の崩壊、線維芽細胞の数とコラーゲンの増加、門脈周囲の浮腫、肝細胞の核の大小不同性と巨細胞性、胆管の増殖が観察される。

## 歴史
リデリインの単離の最初の報告はカナダのNational Research Laboratoriesの化学者Richard H. F. Manskeによってなされ、1939年にCanadian Journal of Research誌で発表された。1942年に米国化学会誌において、ロジャー・アダムスらによる化学式の確証と化学構造の報告が行われた。